# Arif Virani
Arif Virani, né le 23 novembre 1971 à Kampala en Ouganda, est un avocat et homme politique canadien.
Il représente la circonscription de Parkdale—High Park à la Chambre des communes du Canada depuis 2015 sous la bannière du Parti libéral du Canada.
Il est ministre de la Justice et procureur général de 2023 à 2025.